# Psorergates mustelae
Psorergates mustelae är en spindeldjursart som beskrevs av Lukoschus 1969. Psorergates mustelae ingår i släktet Psorergates och familjen Psorergatidae. Inga underarter finns listade i Catalogue of Life.